# Кауфман, Артур (шахматист)
Это статья об австрийском шахматисте. Его не следует путать с немецким художником Артуром Кауфманом (1888—1971).
Артур Кауфман (нем. Arthur Kaufmann, 4 апреля 1872, Яссы — 25 июля 1938, Вена) — австрийский адвокат, философ и шахматист.

## Биография
Родился в богатой еврейской семье на территории современной Румынии. В раннем детстве вместе с семьей переехал в Вену.
Окончил юридический факультет Венского университета. Также посещал лекции по философии и литературе. В 1896 г. получил докторскую степень. Затем некоторое время работал помощником адвоката, после чего оставил юриспруденцию и занялся философией. Известно, что он писал большую работу на тему мировоззренческих взглядов И. Канта и И. В. Гёте, однако так её и не завершил. Единственная опубликованная работа Кауфмана посвящена теории относительности А. Эйнштейна. Остальные философские статьи и литературные опусы Кауфмана утеряны.
Кауфман близко дружил с австрийским писателем А. Шницлером. Шницлер даже назначил его одним из своих душеприказчиков (вместе со своим сыном Г. Шницлером и писателем Р. Бер-Гофманом). Дневники А. Шницлера являются основным источником сведений о биографии и взглядах Кауфмана.
Во время Первой мировой войны семья Кауфмана потеряла практически все состояние. В 1918 г. Кауман вместе с младшей сестрой переехал в Мариацелль, а в 1920 г. — в Альтаусзее (жизнь в сельской местности была дешевле). С 1923 г., по приглашению промышленника В. фон Гутмана, Кауман жил в его замке Вюртинг (недалеко от Ламбаха). В 1933 г. Кауфман вернулся в Вену.
Согласно официальной версии, Кауфман умер от острой сердечной недостаточности, однако некоторые исследователи не исключают возможности его самоубийства.
Был похоронен на еврейском участке Центрального кладбища в Вене. Могила была уничтожена во время Второй мировой войны в результате попадания бомбы.
Душеприказчицами Кауфмана были его племянницы Алиса и Софи, дочери его брата Людвига, проживавшие в Париже. Завещание Кауфмана утеряно. Также не сохранилось ни одного его достоверного изображения.

## Шахматная деятельность
Кауфман входил в число сильнейших шахматистов Австро-Венгрии.
Наряду с К. Шлехтером и Г. Фендрихом он являлся одним из наиболее авторитетных представителей так называемой Венской шахматной школы, основателем которой считается М. Вейсс.
В команде с Г. Фендрихом Кауфман сыграл несколько консультационных партий против шахматистов, входивших в мировую элиту (Г. Мароци в 1900 г.; Х. Р. Капабланка и С. Г. Тартаковер в 1911 г.; Х. Р. Капабланка и Р. Рети в 1914 г.).
В 1914 г. Кауфман выиграл показательную партию у Капабланки.
О классе игры Каумана ярко свидетельствуют результаты матчей, которые он выиграл у Р. Рети и С. Г. Тартаковера (в 1915 и 1916 гг. соответственно).
По причинам, связанным со здоровьем, шахматная карьера Кауфмана распадается на два коротких периода: с 1893 по 1898 гг. и с 1913 по 1916 гг. В промежутке между этими периодами он вместе с Г. Марко участвовал в работе над сборником турнира в Бармене (1905 г.). В 1911 г. он участвовал в матче сборных Вены и Берлина. В 1917 г. Кауфман окончательно отошел от практической игры.

## Спортивные результаты
| Год         | Город  | Соревнование                             | + | − | = | Результаты | Место |
| ----------- | ------ | ---------------------------------------- | - | - | - | ---------- | ----- |
| 1892        | Вена   | Турнир австрийских шахматистов           |   |   |   |            | 5—6   |
| 1893        | Вена   | Матч с Г. Марко                          | 5 | 5 | 0 | 5 : 5      |       |
| 1893 / 1894 | Вена   | Турнир австрийских шахматистов           |   |   |   |            | 3—4   |
| 1896        | Вена   | Турнир австрийских шахматистов           |   |   |   |            | 2     |
| 1897 / 1898 | Вена   | Турнир австрийских шахматистов           |   |   |   |            | 2     |
| 1911        | Берлин | Матч Берлин — Вена (против К. Ауэса)     | 0 | 0 | 1 | ½ из 1     |       |
| 1914        | Вена   | Показательная партия с Х. Р. Капабланкой | 1 | 0 | 0 | 1 из 1     |       |
| 1914 / 1915 | Вена   | 6-й Требич-турнир                        |   |   |   |            | 2     |
| 1915        | Вена   | Турнир австрийских шахматистов           |   |   |   |            | 3     |
|             | Вена   | Матч с Р. Рети                           | 4 | 1 | 1 | 4½ : ½     |       |
| 1916        | Вена   | Международный турнир                     |   |   |   |            | 3     |
|             | Вена   | Матч с С. Г. Тартаковером                | 2 | 0 | 2 | 3 : 1      |       |

## Статья
- Arthur Kaufmann: Zur Relativitätstheorie. Erkenntnistheoretische Erörterungen. In: Der neue Merkur 3, 1919/20, p. 587—594.